# Anicetas
Anicetas ist ein litauischer männlicher Vorname (abgeleitet von Anicetus). Die weibliche Form ist Aniceta.

## Personen
- Anicetas Ignotas (* 1952), Ökonom und Politiker, Vizewirtschaftsminister
- Anicetas Lupeika (* 1936), Politiker, Bürgermeister und Ehrenbürger von Akmenė
- Anicetas Uogelė (1933–2020),  Schachspieler